# Riihimäki
Riihimäki é uma cidade e municipalidade no sul da Finlândia, cerca de 69 km ao norte de Helsinque e 109 km sudeste de Tampere. É de certa forma uma junção de ferrovia, uma vez que as linhas férreas indo para diferentes partes da nação à Helsinque se convergem ali. Sako, Ltd. possui uma grande fábrica em Riihimäki.
Localiza-se na província de Finlândia Meridional e é parte da região de Tavastia Própria. A cidade tem uma população de 26.842 (2004) e cobre uma área de 125,38 km² dos quais 4,55 km² são água. A densidade populacional é de 222,1 habitantes por km². O município é unilinguisticamente finlandês.